# Otis Barton
Frederick Otis Barton, Jr. (* 5. Juni 1899 in New York; † 15. April 1992) war ein amerikanischer Tiefseetaucher und Erfinder.

## Tiefseeforschung
Barton wurde in New York geboren. Die Erbschaft eines Großvaters gab ihm finanzielle Unabhängigkeit, die es ihm ermöglichte, sich seinen technischen Erfindungen zu widmen. Während seines Studiums der Ingenieurwissenschaften an der Columbia University hörte er 1926 von den Plänen Charles William Beebes, ein Tiefseetauchgerät zu entwickeln. Barton war selbst Taucher (seit 1917), interessierte sich für Zoologie und Biologie und trug sich ebenfalls mit derartigen Ideen. Beide taten sich zusammen, nachdem sich Beebe nach ersten Vorbehalten dazu bereitfand. 1928 unternahmen beide die ersten Versuche mit der Bathysphäre, einer stählernen Tiefseetauchkugel, die im Wesentlichen von Barton erdacht war. Beebe hatte zunächst an einen trommelförmigen Hohlkörper gedacht, jedoch konnte der in dieser Beziehung als Ingenieur eindeutig fachkundigere Barton ihn überzeugen, dass eine Kugel dem Tiefendruck besser standhalten würde. 1930 kam die Bathysphäre erstmals vor den Bermudainseln zum Einsatz und erreichte letztlich die Rekordtiefe von mehr als 400 Metern. Am 15. August 1934 erreichten sie dort mit 923 Metern einen neuen Tiefenrekord, der erst 1948 mit einer Tiefe von rund 1.370 Metern von Barton selbst bei einer Tauchfahrt im Pazifik eingestellt wurde.

## Erforschung des tropischen Regenwaldes
Neben der Tiefsee erforschte Barton auch den tropischen Regenwald. In den 1950er Jahren entwickelte er ein seilbahnähnliches System, um Aufnahmen in der Wipfelregion des Waldes zu machen. Noch 1978 arbeitete er, fast achtzigjährig, an der Erprobung des „Jungle spaceship“ (Dschungelraumschiff) mit, einem Luftschiff in Leichtbauweise, mit dem in niedrigem Flug über den Bäumen Filmaufnahmen möglich waren.

## Filmographie, Bibliographie
Die Tauchfahrten mit Beebe vor den Bermudas wurden gefilmt und in der Dokumentation „Titans of the Deep“ 1938 in die Kinos gebracht. In diesem 47-minütigen Schwarzweißfilm sind Barton, Beebe und einige Mitglieder ihrer Mannschaft zu sehen; Barton selbst führte auch Regie, war Kameramann (u. a. in der Tauchkugel) und trat als Produzent auf.
Literarisch ist Barton als Verfasser der Bücher The World Beneath the Sea (1953) und Adventure on Land and Under the Sea (1954) hervorgetreten.